# 製造業
製造業（せいぞうぎょう、英: manufacturing industry）は、原材料などを加工することによって製品を生産・提供する産業で、鉱業・建設業とともに第二次産業を構成する一大分野である。
工業の中でもさらに重工業から軽工業までと幅広く、各国の産業構造によって異なる分布を見せ、概して経済活動において主要な位置付けとなる。
家庭用電気機械器具（家電）、自動車といった工業製品から、コンビニエンスストアで販売される弁当や飲料（加工食品）を調理・製造する産業までが製造業に含まれる。

## 特徴
資本の必要性
製造業は原材料を加工・組立を行って製品を生産するため、原材料費の他にも工場や加工組立機械等の設備投資費、新技術等への研究開発費など、ある程度の資本投下を必要とする。
波及効果
製品を生産するためには原材料や機械設備などを必要とするため、ある製品の生産が増加した場合、製品に関連する他の産業の生産活動にも影響を与える（波及効果）。この傾向は、自動車のように大量の部品、大規模な工場を必要とする製品において顕著となる。さらにこれらの産業による設備投資は乗数効果を通じて総需要を増大させる。国内総生産 (GDP) に占める割合は第三次産業の方が高いにもかかわらず、製造業の動きが景気に影響を与えるのは、波及効果が大きいためである。
製品生産の傾向
かつては大量生産とくに少品種多量生産が主流であったが、モバイルでの注文や個人の趣味の多様化の影響もあり、現在は多品種少量生産 (multi-item small sized production) 、高付加価値製品の生産が主流になりつつあると言われている（2005年現在）。
メーカーブランドの認知
製造業は第三次産業と異なり、製品が「見える」といった、「可視化」がなされているものであるということから、家庭電気製品や自動車など消費者がよく目にする製品の製造業者（メーカー）のブランドは一般における認知度が高い。しかし工作機械などの産業用機械設備や電子部品、化学品などの素材・中間財の製造業者になると、たとえ世界市場におけるシェアがトップクラスであっても一般の認知度が低い。

## 統計

### 日本の場合
工業統計
製造業の全般的な統計。暦年ベースで毎年実施される。業種・品目・地域別（都道府県・特別区および市町村）等詳細な統計。ただし、作成後、公表までの期間が長くなる。経済産業省が所管し、同省のホームページに結果が掲載される。都道府県ベースのものについても、各県等のホームページに掲載、発表されるようになっている。
鉱工業指数
毎月調査、発表される。製造業の生産・出荷・在庫といった動きを業種別に示し、株式市況にも影響を与える重要な統計指標。そのうち最も注目されるのが「鉱工業生産指数」。経済産業省が所管。

## 分類
製造業の分類は、用途、目的によって複数存在する。以下ではそのいくつかを示す。

### 日本標準産業分類
総務省が規定する「日本標準産業分類」では、「製造業」を「大分類」として、以下に属する産業を「中分類」として製造業に含まれる産業・業種としている。なお、平成14年の分類の改定でおおまかにいって電気機械・器具製造業が下に示す電気機械器具製造業以下3業種に分割された。2007年（平成19年）の分類の改定で一般機械器具製造業が下に示すはん用機械製造業以下3業種に分割され、衣服・その他の繊維製品製造業が繊維工業に統合された。
- 食料品製造業
弁当などの総菜、缶詰などを調理・製造する業種など。
- 飲料・たばこ・飼料製造業
ビールなどのアルコール飲料や、茶を製造する業種など。
- 繊維工業
- 木材・木製品製造業（家具を除く）
建築材料 合板 木材配布 木製品製造　家具製造販売 木型製造業 天然木化粧合成板など。
- 家具・装備品製造業
神仏具、木製家具だけでなく、事務所の机のような金属製家具を製造する種もここに含まれる。
- パルプ・紙・紙加工品製造業
紙加工品には、紙コップなどの分かりやすいものの他、例えば生理用品も含まれる。
- 印刷・同関連業
各種印刷業の他包装材料生産、印刷・製本、印刷及び出版が該当。
- 化学工業
化学染料製造 塗料製造 工業用薬品 化学薬品などであるが、医薬品、化粧品もここに含まれる
- 石油製品・石炭製品製造業
- プラスチック製品製造業（別掲を除く）
- ゴム製品製造業
- なめし革・同製品・毛皮製造業
- 窯業・土石製品製造業
各種石材のほか鋳物、コンクリート製品（プレキャスト製品、護岸ブロック、消波・根固ブロックなど）も含まれる
- 鉄鋼業
鉄鋼 ステンレス鋼製造。
- 非鉄金属製造業
おもに合金鉄 アルミダイキャスト 合金圧延業 特殊電線製造 特殊鋼の製造販売 精密板金加工など。
- 金属製品製造業
ねじやドラム缶、めっきなど　金属製品機械や金属機材も該当。
- はん用機械製造業
- 生産用機械製造業
- 業務用機械製造業
- 電子部品・デバイス・電子回路製造業
ICなど
- 電気機械器具製造業
- 情報通信機械器具製造業
電子デバイス、精密機械以外のハードウェア
- 輸送用機械器具製造業
二輪・四輪の車両部品及び付属品 自動車部品 自動車部分品 自動車電装品を含めた 自動車工業 自動車製造 自動車ボディー製造業
- その他の製造業
ゲーム機や花札といった玩具や、楽器、運動用具、貴金属や装飾品、日用品、文房具からDIYなどで使用される建材や資材等などはここに含まれる

※2007年、総務省「日本標準産業分類（平成19年11月改訂版）」より

### その他の分類
以下の分類は、基本的な考え方は一致することが多いものの、レポート等によって対象範囲が違うため、注釈等に注意する必要がある。
- 三分類
  - 素材型
鉄鋼業、非鉄金属製造業や石油・石炭製品製造業、化学工業といった、他の産業に再投入される製品を生産する業種。
  - 加工組立型
電気機械工業や輸送機械工業など、素材型業種で生産された半製品を元に加工・組み立てを行って製品を生産する業種。
  - 生活関連型
上記の2つ以外の業種。食料品・たばこ、木材・木製品製造業などが含まれる。
- 川上・川下
製品の製造工程を川の流れに例えて、原材料を製造する業種を「川上」産業、それらを利用して加工組み立てする業種を「川下」産業と呼ぶことがある。なお、この呼び方は製造業内に限られない。（例）「原油の価格上昇が、ガソリンスタンドなどの「川下」に浸透していない。」といった用法。
- 装置産業（装置工業）
石油製品工業や化学工業のように、大規模な機械設備を必要とする業種の総称。

## 日本
都道府県別の出荷額では、愛知県、静岡県、神奈川県、大阪府、兵庫県の順に多い。また、産業別では、輸送用機械、一般機械、化学、食料品、電子部品・デバイスの順に多く上位5産業で全体の5割強を占める。
課題としては、日本の製造業の大部分を支えている中小製造業のIT化が進んでいないことが挙げられる。特にEDI（電子データ交換）に関しては、1割以上の調達先とEDIで取引・提携をしている中小製造業は過半数にも満たない。

## その他

### 産業分類の見直し
製造業の産業分類（産業区分）については、その時々の情勢や政策にとっての重要度によって、細分化や統合、移動が行われる。例えば、日本標準産業分類の2002年（平成14年）3月改訂版においては、電気機械器具製造業を分割して、新たに電気機械器具製造業、情報通信機械器具製造業、電子部品・デバイス製造業の3業種（中分類に相当）が1998年（平成10年）に新しく起こされた。
これは、いわゆるIT革命により製造業における電気機械器具製造業（電機産業と呼ばれることもある）の占める割合が大きくなり、より細かく分類する必要が生じたため。

### 類似産業の分類
日常的な感覚からすると似たような分類になりそうな製造業でも、分類上はまったく別のものに属する場合がある。例えば印刷業は製造業だが、新聞・出版業は第三次産業となったり（ただし、新聞・出版業は審議会でも議論の対象になったことがあり、製造業に入っていた時期もあった）、パソコンは情報通信機械器具製造業だが、ゲーム機はその他の製造業（がん具・運動用具製造業）になったりしている。また、兵器類については専用の項目がその他の製造業に設けられており、例えば戦車や戦闘機を生産しても、輸送用機械器具製造業が増加することはない。
なお、兵器製造業は秘匿産業であり、国内総生産等を計算する場合には推計処理される。

### 文化との密接
中野剛志はマサチューセッツ工科大学（MIT）を中心に作成された『メイド・イン・アメリカ（Made in America）』において、「製造業、モノづくりの強さというのは、その国の国民性や文化と切り離せないと述べられていることを例に出し、日本の製造業の輸出産業の強さというのは、日本文化と密接に関っている」としている。また、「製造業を発展させるためには、勤勉さ、人と協力し合う習慣、倹約して将来のために投資しようとする精神など、様々な文化的条件や過去の蓄積が必要となり、一般労働者の水準が高く、彼らが意欲的に参加意識をもって集団行動することが不可欠である」としている。

## 生産高の順位
世界銀行による、製造業生産高の上位50カ国を以下に示す。
| 順位 | 国と地域         | $US（100万） | 年   |
| ---- | ---------------- | ------------ | ---- |
|      | 世界総計         | 13,739,251   | 2019 |
| 1    | 中国             | 3,853,808    | 2020 |
| 2    | アメリカ         | 2,341,847    | 2019 |
| 3    | 日本             | 1,027,967    | 2018 |
| 4    | ドイツ           | 678,292      | 2020 |
| 5    | 韓国             | 406,756      | 2020 |
| 6    | インド           | 339,983      | 2020 |
| 7    | イタリア         | 280,436      | 2020 |
| 8    | フランス         | 241,715      | 2020 |
| 9    | イギリス         | 227,144      | 2020 |
| 10   | インドネシア     | 210,396      | 2020 |
| 11   | ロシア           | 196,649      | 2020 |
| 12   | メキシコ         | 185,080      | 2020 |
| 13   | カナダ           | 159,724      | 2017 |
| 14   | アイルランド     | 153,311      | 2020 |
| 15   | スペイン         | 143,052      | 2020 |
| 16   | ブラジル         | 141,149      | 2020 |
| 17   | トルコ           | 135,596      | 2020 |
| 18   | スイス           | 133,766      | 2020 |
| 19   | タイ             | 126,596      | 2020 |
| 20   | オランダ         | 99,940       | 2020 |
| 21   | ポーランド       | 99,146       | 2019 |
| 22   | サウジアラビア   | 90,774       | 2020 |
| 23   | オーストラリア   | 76,123       | 2020 |
| 24   | マレーシア       | 75,101       | 2020 |
| 25   | シンガポール     | 69,820       | 2020 |
| 26   | オーストリア     | 67,881       | 2020 |
| 27   | スウェーデン     | 67,146       | 2020 |
| 28   | フィリピン       | 63,883       | 2020 |
| 29   | ベルギー         | 63,226       | 2020 |
| 30   | エジプト         | 58,790       | 2020 |
| 31   | ベネズエラ       | 58,237       | 2014 |
| 32   | バングラデシュ   | 57,283       | 2019 |
| 33   | ナイジェリア     | 54,760       | 2020 |
| 34   | チェコ           | 53,189       | 2020 |
| 35   | アルゼンチン     | 53,094       | 2020 |
| 36   | プエルトリコ     | 49,757       | 2020 |
| 37   | デンマーク       | 47,762       | 2020 |
| 38   | ベトナム         | 45,273       | 2020 |
| 39   | イスラエル       | 42,906       | 2019 |
| 40   | アルジェリア     | 40,796       | 2019 |
| 41   | ルーマニア       | 38,404       | 2020 |
| 42   | イラン           | 38,174       | 2019 |
| 43   | フィンランド     | 37,520       | 2020 |
| 44   | アラブ首長国連邦 | 36,727       | 2019 |
| 45   | 南アフリカ       | 34,804       | 2020 |
| 46   | パキスタン       | 30,452       | 2020 |
| 47   | コロンビア       | 29,894       | 2020 |
| 48   | ペルー           | 29,701       | 2019 |
| 49   | ハンガリー       | 27,956       | 2020 |
| 50   | ポルトガル       | 27,408       | 2020 |